# Xylechinus smithae
Xylechinus smithae – gatunek chrząszcza z rodziny ryjkowcowatych i podrodziny kornikowatych.
Gatunek ten opisany został w 2016 roku przez Aleksandra Petrowa na podstawie 2 samców i 2 samic, odłowionych w 1997 roku. Epitet gatunkowy nadano na cześć badaczki Sarah M. Smith z Michigan State University.
Samce mają ciało długości 1,7 mm, a samice od 2,2 do 2,3 mm. Ciemnobrązowe, dwukrotnie dłuższe niż szersze ciało porastają łuski w dwóch kolorach: u samców 60% łusek jest jasnobrązowych, a 40% łusek jest jasnoszarych, zaś u samic 90% łusek jest jasnobrązowych, a 10% jest jasnoszarych. Głowa u samca ma płaskie czoło, a u samicy nieco wklęsłe. Oczy są duże. Barwa czułków jest rudobrązowa. U samca trzonek czułka ma charakterystyczny dla gatunku długi pędzelek z bardzo długich, jasnych włosków. Biczyk czułka składa się z pięcioczłonowego funikulusa i trójczłonowej buławki o kształcie eliptycznym do stożkowatego. Przedplecze ma równomiernie zaokrąglone ku przodowi boki. Tarczka jest mała i umiejscowiona poniżej nasad pokryw. Pokrywy są dwukrotnie dłuższe od przedplecza, a rozszerzenie i wgłębienie pierwszego ich rzędu i drugiego międzyrzędu są cechami diagnostycznymi gatunku. Rudobrązowe odnóża mają jasne włoski.
Chrząszcze te opadają obumierające liany z rodzaju męczennica. Ich chodniki zlokalizowane są w drewnie i łyku w pobliżu wzmocnionego rozwidlenia łodygi. Gatunek monogamiczny. 
Owad neotropikalny, endemiczny dla Peru, znany wyłącznie z lokalizacji typowej, położonej w Watá, w regionie Cuzco, na wschodnich stokach Cordillera de Vilcabamba, na wysokości około 3150 m n.p.m.